# Гіалоїдний канал

Схематичне зображення людського ока

Гіалоїдний канал (Клокетів канал, канал Клокета) — це невеликий прозорий канал, що проходить через скловидне тіло від диску зорового нерву до кришталика. Під час ембріонального розвитку через нього проходить гіалоїдна артерія (інша назва — артерія скловидного тіла), яка є продовженням центральної артерії сітківки і зникає на 4-му місяці вагітності. Канал залишається у вигляді трубки діаметром близько 1 мм. У дітей канал виражений краще.
Гіалоїдний канал бере участь в акомодації ока, шляхом швидкого переміщення вільної рідини в каналі. Вперед — при позитивній акомодації і назад — при негативній акомодації.